# Denham, Buckinghamshire
Denham är en ort och civil parish i Storbritannien.   Den ligger i kommunen Buckinghamshire och riksdelen England, i den södra delen av landet, 27 km väster om huvudstaden London. Denham ligger 43 meter över havet och antalet invånare är 6 548.
Terrängen runt Denham är platt. Runt Denham är det mycket tätbefolkat, med 2 103 invånare per kvadratkilometer. Närmaste större samhälle är Slough, 9,1 km sydväst om Denham. I omgivningarna runt Denham växer i huvudsak blandskog.